# Diasula homeri
Diasula homeri är en stekelart som först beskrevs av Girault 1935.  Diasula homeri ingår i släktet Diasula och familjen sköldlussteklar. Inga underarter finns listade i Catalogue of Life.